# أكزيريس كوري
أكزيريس كوري (الاسم العلمي:Axyris koreana) هو نوع من النباتات يتبع جنس الأكزيريس من الفصيلة القطيفية.